# اختلاطية جنسية

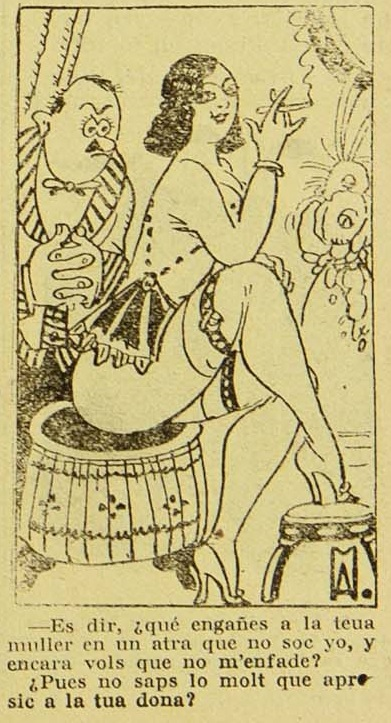

الاختلاطية الجنسية (بالإنجليزية: Promiscuity)‏ هي ممارسة الجنس مع شركاء جنسيين مختلفين باستمرار أو العشوائية في اختيار الشركاء الجنسيين. يمكن أن يحمل المصطلح حكمًا أخلاقيًا إذا كانت المُثل الاجتماعية للنشاط الجنسي تقتضي علاقة آحادية. أحد الأمثلة الشائعة على هذا السلوك -والذي تعتبره العديد من الثقافات اختلاطية جنسية- هو علاقة الليلة الواحدة، ويعتبر الباحثون تكرارها علامة على الاختلاطية الجنسية.
يختلف السلوك الجنسي المُعَد اختلاطيًا من ثقافة لأخرى، ويختلف انتشار الاختلاطية الجنسية. غالبًا ما تطبَق معايير مختلفة على الأنواع الجندرية المختلفة والقوانين المدنية. ناقش النسويون تقليديًا بوجود ازدواجية كبيرة في المعايير وكيل بمكيالين بين كيفية الحكم على الرجال والنساء على أساس الاختلاطية الجنسية. تاريخيًا، كانت الصور النمطية للمرأة اختلاطية العلاقات تميل إلى أن تكون سلبية - مثل «الفاسقة» أو «الفاجرة»- بينما الصور النمطية للذكور كانت أكثر تنوعًا، إذ يعرب بعضهم عن موافقته -مثل «الفحل» أو «المتأنق»- بينما يراه آخرون دليلًا على الانحراف المجتمعي، مثل «زير النساء» أو «الداعر». وجدت دراسة علمية نشرت في عام 2005 أن الرجال والنساء الاختلاطيين جنسيًا معرضون لإصدار حكم انتقاصي.
الاختلاطية الجنسية شائعة في العديد من أنواع الحيوانات. لدى بعض الأنواع نظم تزاوج اختلاطية، تتراوح بين تعدد الأزواج وتعدد الزوجات إلى أنظمة التزاوج التي لا يوجد بها علاقات مستقرة، إذ إن التزاوج بين كائنين هو حدث لا يحدث إلا مرة واحدة. العديد من الأنواع تشكل ترابطات زوجية مستقرة، ولكن مع ذلك، ما تزال تتزاوج مع أفراد آخرين خارج إطار الزواج. في علم الأحياء، عادةً ما تسمى حوادث الاختلاطية الجنسية في الأنواع التي لديها ترابطات زوجية «تزاوج خارج الترابط الزوجي».

## عند البشر
من الصعب تحديد السلوك الجنسي للإنسان بدقة، نظرًا لوجود دوافع اجتماعية وشخصية قوية متعلقة بالضوابط الاجتماعية والتابوهات؛ إما للاستخفاف بالنشاط الجنسي المُعلن عنه أو المبالغة فيه.
أظهرت التجارب الأمريكية في عامي 1978 و1982 أن الغالبية العظمى من الرجال كانوا على استعداد لممارسة الجنس مع نساء لا يعرفونهم -من ذوات الجاذبية العادية- عرضن ذلك عليهم. على النقيض من ذلك، لم توافق أي امرأة على مثل هذه العروض من الرجال ذوي نفس درجة الجاذبية. وبينما كان الرجال عمومًا مرتاحين لهذه العروض -بغض النظر عن رغبتهم- استجابت النساء بصدمة واشمئزاز.
يتباين عدد الشركاء الجنسيين داخل مجموعة ما من السكان في حياتهم تباينًا واسعًا. توصلت دراسة استقصائية أجريت في عام 2007 في الولايات المتحدة على نطاق محلي إلى أن متوسط عدد الشريكات من الإناث كان سبعة -حسب ما قاله الرجال- وأن متوسط عدد الشركاء الذكور -حسب ما أعلنت النساء- كان أربعة. هناك احتمالية بأن يكون الرجال قد بالغوا في عدد شركائهم المُبلغ عنه، أو أن النساء أبلغن عن رقم أقل من العدد الفعلي، أو كان لدى أقلية من النساء عدد أكبر بما فيه الكفاية من معظم النساء الأخريات لإيجاد متوسط أعلى بكثير من المتوسط المُبلغ عنه، أو جميع هذه الاحتمالات. أفاد نحو 29% من الرجال و9% من النساء بأنه كان لديهم أكثر من خمسة عشر شريكًا جنسيًا في حياتهم. تُظهر الدراسات المهتمة بانتشار الأمراض المنقولة جنسيًا دومًا أن نسبة مئوية صغيرة من السكان الذين شملتهم الدراسة لديهم شركاء أكثر من متوسط الرجال أو النساء، وعدد أقل من الناس لديهم أقل من المتوسط الإحصائي. والسؤال المهم في وبائية الأمراض المنقولة جنسيًا هو ما إذا كانت هذه المجموعات تتزاوج بشكل عشوائي مع شركاء جنسيين من جميع السكان أو ضمن فئاتها الاجتماعية أم لا؟
تبين من مراجعة منهجية أُجريت في عام 2006 -لتحليل البيانات جُمعت من 59 دولة في جميع أنحاء العالم- عدم وجود أي صلة بين توجه السلوك الجنسي محليًا -مثل عدد الشركاء الجنسيين- والحالة الصحية الجنسية. إن التكهن بالحالة الصحية الجنسية يتعدى -بمراحل- العوامل الاجتماعية الاقتصادية مثل: الفقر والتنقل.
إن الاختلاطية الشديدة المندفعة -إلى جانب الرغبة القهرية في ممارسة الجنس غير المشروع مع أشخاص مرتبطين- هو أحد الأعراض الشائعة لاضطراب الشخصية الحدي، واضطراب الشخصية التمثيلي، واضطراب الشخصية النرجسية، واضطراب الشخصية المعادية للمجتمع، لكن معظم الأفراد الاختلاطيين لا يعانون من هذه الاضطرابات.

### دراسات عالمية
في عام 2008، وجدت دراسة أجرتها جامعة أمريكية عن الاختلاطية على المستوى الدولي أن الشعب الفنلندي لديه أكبر عدد من شركاء الجنس في العالم الصناعي، وأن الشعب البريطاني لديه العدد الأكبر بين الدول الصناعية الغربية الكبرى. تقيس الدراسة علاقات الليلة الواحدة، والمواقف من ممارسة الجنس الغريزي، وعدد الشركاء الجنسيين. في دراسة استقصائية أُجريت على مستوى المملكة المتحدة في عام 2014، حُدِدت ليفربول المدينة الأكثر اختلاطيةً في البلاد.
قد يكون موقف بريطانيا من المؤشر الدولي «مرتبطًا بزيادة القبول الاجتماعي للاختلاطية بين النساء والرجال على السواء». كان تصنيف بريطانيا «يعزى إلى عوامل مثل تراجع الوازع الديني حول ممارسة الجنس خارج نطاق الزواج، ونمو المساواة في الأجور وتساوي الحقوق فيما يتعلق بالمرأة، والثقافة الشعبية ذات الطابع الجنسي الطاغي». احتلت المملكة المتحدة وألمانيا وهولندا وجمهورية التشيك وأستراليا والولايات المتحدة المراتب الأُولى بين أكثر الدول اختلاطيةً حسب تصنيف منظمة التعاون الاقتصادي والتنمية التي يزيد عدد سكان دولها عن عشرة ملايين نسمة. تليهم فرنسا، وتركيا، والمكسيك، وكندا.
أجرت شركة دوريكس التي تُصنِّع الأوقية الذكرية استقصاء غير علمي عام 2007 يقيس الاختلاطية عن طريق إجمالي عدد الشركاء الجنسيين. ووجدت الدراسة أن الرجال النمساويين لديهم أكبر عدد من شركاء الجنس على مستوى العالم بمتوسط 29.3 شريك جنسي. كان لدى نساء نيوزيلندا أكبر عدد من شركاء الجنس في العالم بمتوسط 20.4 شريك جنسي. في جميع البلدان التي شملتها الدراسة الاستقصائية -باستثناء نيوزيلندا- أبلغ الرجال عن وجود شركاء جنسيين أكثر من النساء.
يمكن أن تختلف البيانات اختلافًا تامًا بين الدراسات نظرًا لقلة عدد المشاركين، إذ أظهرت دراسة مُمولة من دوريكس، نُشرت في عام 2009 (جُمعت بياناتها في عام 2006) في جميع المقاطعات التي شملتها الدراسة -باستثناء نيوزيلندا- أن الرجال أبلغوا عن وجود شركاء جنسيين أقل من النساء. وفي هذه الدراسة، كانت النساء في نيوزيلندا الوحيدات اللائي أبلغن عن انخفاض متوسط عدد الشركاء مقارنةً بالرجال.
وجد استعراض واحد أن الأشخاص من الدول الغربية المتقدمة لديهم شركاء جنسيون أكثر من الأشخاص في البلدان النامية بوجه عام، بينما كان معدل الإصابة بالأمراض المنقولة جنسيًا أعلى في البلدان النامية المفقرة.
وفقًا لدراسة استقصائية عالمية عن الجنس لعام 2005 أجرتها شركة دوريكس، كان للشخص في المتوسط تسعة شركاء جنسيين، وأكثرهم في تركيا (14.5) وأستراليا (13.3)، وأقلهم في الهند (3) والصين (3.1).
في العديد من الحالات، يبلغ عدد سكان كل بلد مشارك نحو ألف شخص، ويمكن أن يساوي أقل من 0.0003% من السكان، على سبيل المثال الدراسة الاستقصائية لعام 2017 من اثنين وأربعين دولة شملت فقط 33000 شخص. في الهند، جُمعت البيانات من أقل من 0.000001% من إجمالي مجموع السكان في ذلك الوقت.